# Palerang Council
Koordinaten: 35° 25′ S, 149° 41′ O

Palerang war ein lokales Verwaltungsgebiet (LGA) im australischen Bundesstaat New South Wales. Das Gebiet war 5.134 km² groß und hatte zuletzt etwa 14.500 Einwohner. Bis 2005 hieß die LGA noch Eastern Capital City Regional. 2016 ging sie in der Queanbeyan-Palerang Region auf.
Palerang lag im Südosten des Staates und grenzte im Westen an das Australian Capital Territory um die Hauptstadt Canberra. Das Gebiet umfasste 65 Ortsteile und Ortschaften, darunter Bungendore, Braidwood, Captains Flat, Araluen, Mongarlowe, Majors Creek, Nerriga und Teile von Carwoola und Sutton. Der Verwaltungssitz des Councils befand sich in der Stadt Bungendore im Nordosten der LGA, wo zuletzt etwa 2.750 Einwohner lebten.

## Verwaltung
Der Council von Palerang hatte neun Mitglieder, die von allen Bewohnern der LGA gewählt wurden. Palerang war nicht in Bezirke untergliedert. Aus dem Kreis der Councillor rekrutierte sich auch der Mayor (Bürgermeister) des Councils.